# Franz Wilhelm Schiertz
Franz Wilhelm Schiertz (født 4. august 1813 i Leipzig, død 13. oktober 1887 på Balestrand i Sogn) var en tyskfødt norsk maler og arkitekt. Han var bror til genremaleren August Schiertz. 
Schiertz var elev af J.C. Dahl. Det var på dennes initiativ, at Schiertz 1837 tog til Norge, hvor han udførte tegninger til Dahls Denkmale einer sehr ausgebildeten Holzbaukunst; få år efter var han 
atter i Norge for på Frederik Vilhelm IV's vegne at aftegne og flytte Vang stavkirke ned til Warmbrunn i Schlesien. Fra 1851 levede Schiertz i Bergen, hvor han udfoldede en ret betydelig virksomhed som arkitekt (rådhuset, fængsel med mere). Man har adskillige landskaber og søstykker fra hans hånd.